# Dionüsziosz (komédiaköltő)
Dionüsziosz (Kr. e. 4. század) görög komédiaköltő.
Szinopéről származott, Kr. e. 350 körül alkotott. Munkáiból csak töredékek maradtak fenn, negyvenhárom versre terjedő nagyobb töredékét Athénaiosz idézi.